# گیورگی باگاتوروف
گیورگی آشوتی باگاتوروف (انگلیسی: Giorgi Bagaturov؛ زادهٔ ۲۸ نوامبر ۱۹۶۴) شطرنج‌باز اهل ارمنستان-گرجستان است که در سال ۱۹۹۹ عنوان استادبزرگ توسط فیده به وی اعطا گردید. وی سه مرتبه مقام نخست مسابقات قهرمانی شطرنج گرجستان را کسب نموده‌است. باگاتوروف در سال ۲۰۱۶ در مسابقات قهرمانی شطرنج بزرگسالان جهان در رده سنی بالای ۵۰ سال به مقام قهرمانی رسید. در تاریخ مه ۲۰۱۱ در فهرست فیده، رده الو باگاتوروف، ۲۵۴۹ بود.
| به‌دلیل برخی مشکلات فنی، نمودارها موقتاً قابل مشاهده نیستند. اطلاعات بیشتر پیرامون این مشکل در فابریکاتور و وبگاه مدیاویکی در دسترس است. | |
| | به‌دلیل برخی مشکلات فنی، نمودارها موقتاً قابل مشاهده نیستند. اطلاعات بیشتر پیرامون این مشکل در فابریکاتور و وبگاه مدیاویکی در دسترس است. |